# 努瓦河畔居扬库尔
努瓦河畔居扬库尔（法語：Guyencourt-sur-Noye）是法国上法蘭西大區索姆省的一个市镇，属于亚眠区。该市镇2009年时的人口为177人。

## 人口
努瓦河畔居扬库尔人口变化图示
| 数据来源：INSEE |